# Hot House Entertainment
Hot House Entertainment è una casa di produzione cinematografica statunitense che produce e distribuisce film pornografici gay, fondata nel 1993 dal regista Steven Scarborough.
L'azienda produce cinque linee di video (Hot House Video, Plain Wrapped, Club Inferno, Pack Attack, & Hot House Backroom Exclusive Videos) e gestisce sette linee on-line (Superstore, Backroom, Dungeon, On Demand, Blog, Pressroom, & Affiliate Site).

## Storia
Dopo aver gestito per anni un'attività nel quartiere Castro di San Francisco, nel 1987 Steven Scarborough riesce ad entrare ai Falcon Studios, lavorando come regista per sei anni e dirigendo numerosi film pornografici gay. Nel 1993 fonda la Hot House, intuendo subito il cambiamento di mercato e la crescente richiesta di film tematici che potessero soddisfare ogni tipo di gusto.
Dopo soli tre anni di attività, Scarborough è stato premiato come "Director of the Year", nel 2002 è stato onorato della "Hall of Fame" ai GayVN Awards mentre nel 2004 è entrato nel "Wall of Fame" dei Grabby Awards.
Dello staff della società fanno parte, il direttore creativo Brent Smith (compagno di Scarborough, entrato in società nel 2001), il designer Richard Board e l'art director Sister Roma.

## Linee di film
Negli anni la Hot House Entertainment ha prodotto numerosi film pornografici sotto cinque ben distinti marchi:
- Hot House Video - marchio di bandiera che produce film con uomini muscolosi con un'età compresa tra i 20 e i 30 anni;
- Hot House Backroom Exclusive Videos - Marchio disponibile solamente su internet per i membri registrati al sito, che fornire scene esclusive dei dietro le quinte;
- Plain Wrapped Video - linea di video dedicata esclusivamente a uomini gay alle prese con il sesso anale e uno stile di vita feticista;
- Club Inferno - Linea di video dai contenuti più estremi, come il fisting;
- Pack Attack Video - Linea di prodotti a metà prezzo lanciata nel 2005 e in centrata su film di gang bang.

## Proprietà on-line
- Hot House Superstore - Negozio on-line di DVD con l'accesso ad anteprime, download per iPod, foto, ect.
- Hot House Backroom - Sito che mette a disposizione dei membri registrati scene esclusive dei dietro le quinte dell'intera videoteca Hot House Video.
- Club Inferno Dungeon - Sito che mette a disposizione dei membri registrati scene esclusive delle intere videoteche  Club Inferno e Plain Wrapped.
- Hot House On Demand - Streaming film della Hot House Entertainment e di altri noti studios.
- Hot Flash Blog - Blog fansite della Hot House con foto, video, notizie e comunicati stampa.
- Hot House Toys & Gear - Negozio on-line affiliato con Mr. S Leather, uno dei più grandi rivenditori di oggettistica erotica e materiale in pelle.
- Hot House Cash Affiliate Site - Programma di affiliazione tra la Hot House ad un sito web tramite link e banner.

### Registi che lavorano per la Hot House
- Steven Scarborough
- Chris Ward
- Robert Drake
- Michael Clift
- David Lamm
- Wolfgang Bang

### Modelli e attori

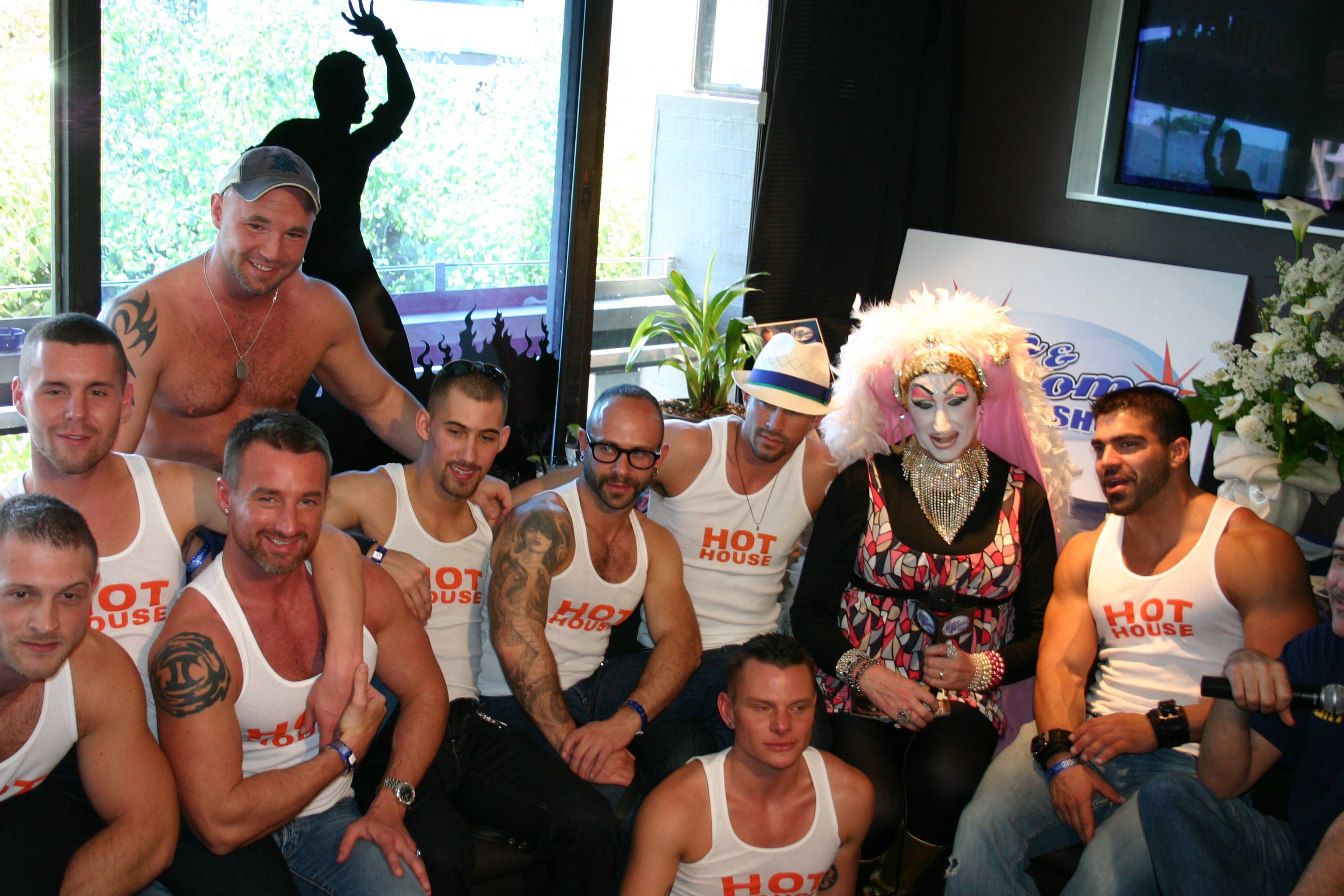
Performer della Hot House

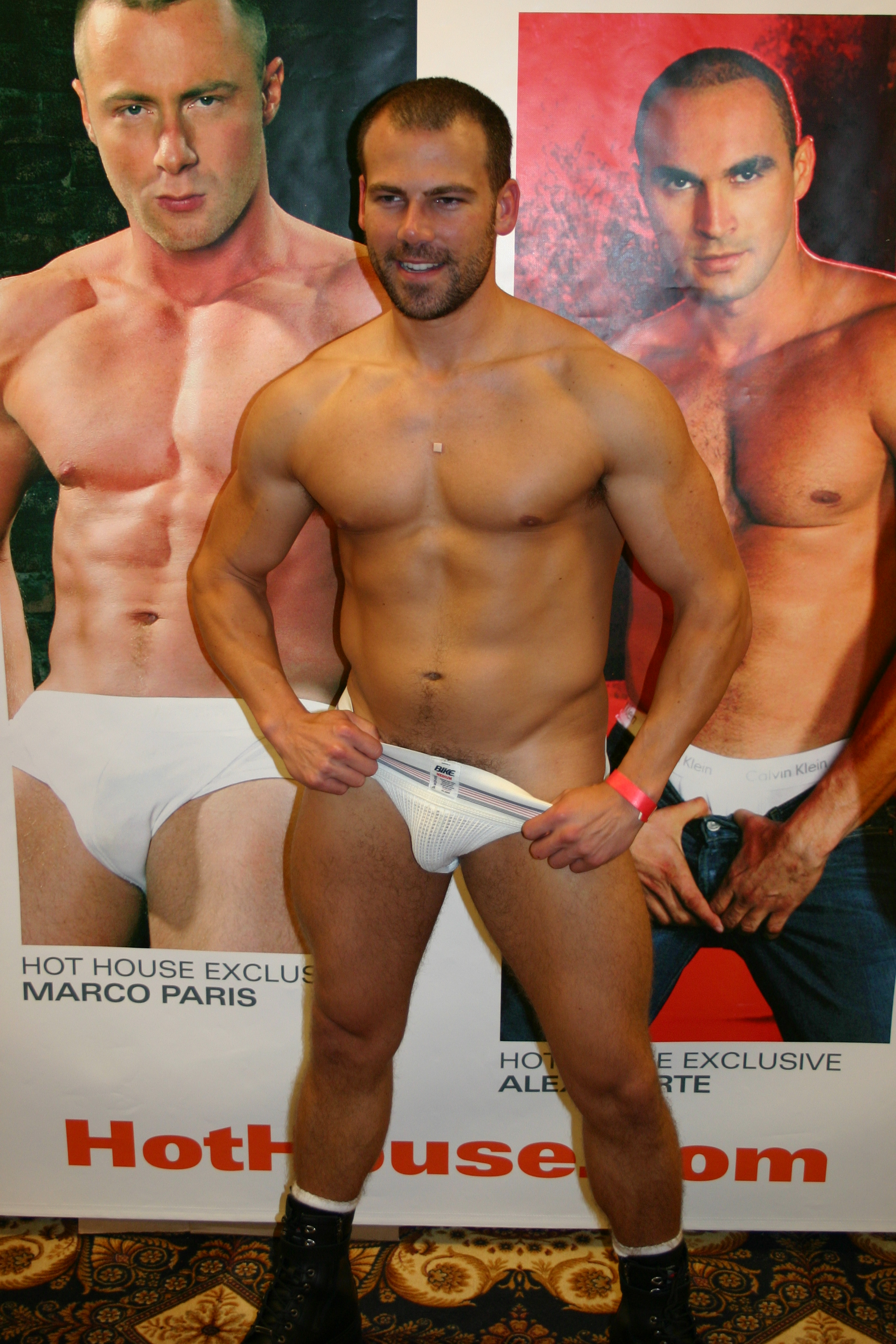
Jason Ridge

- Aiden Shaw
- Alex Collack (esclusivo a vita)
- Árpád Miklós
- Dak Ramsey
- Blake Harper
- Brad Patton
- C.J. Knight (esclusivo)
- Claude Jourdan
- Collin O'Neal
- Derrick Hanson
- Dillon Crow (esclusivo)
- Francesco D'Macho
- Jason Ridge
- Jimmy Durano
- Kent Larson
- Kent North (esclusivo a vita)
- Mark Anthony

- Owen Hawk
- Robert Van Damme (esclusivo)
- Shane Rollins
- Spencer Reed
- Steve Cruz
- Tag Adams
- Thom Barron
- Tony Mecelli (esclusivo)
- Ty LeBeouf (esclusivo)
- Tristan Paris
- Tyler Saint
- Vinnie D'Angelo (esclusivo)
- Wolf Hudson
- Vince Ferelli
- Paul Wagner
- Zak Spears